# SOGo
Pour le jeu, voir sogo.
SOGo est un collecticiel (ou serveur collaboratif) libre dont l'architecture est axée sur l'extensibilité (en anglais : « scalability ») qui permet son utilisation simultanée par des dizaines de milliers d'utilisateurs.

## Philosophie et fonctionnalités
Cette section ne s'appuie pas, ou pas assez, sur des sources secondaires ou tertiaires indépendantes du sujet.

Pour l'améliorer, ajoutez-en, ou placez des modèles {{Source secondaire souhaitée}} ou {{Source secondaire nécessaire}} sur les passages mal sourcés. (décembre 2023)

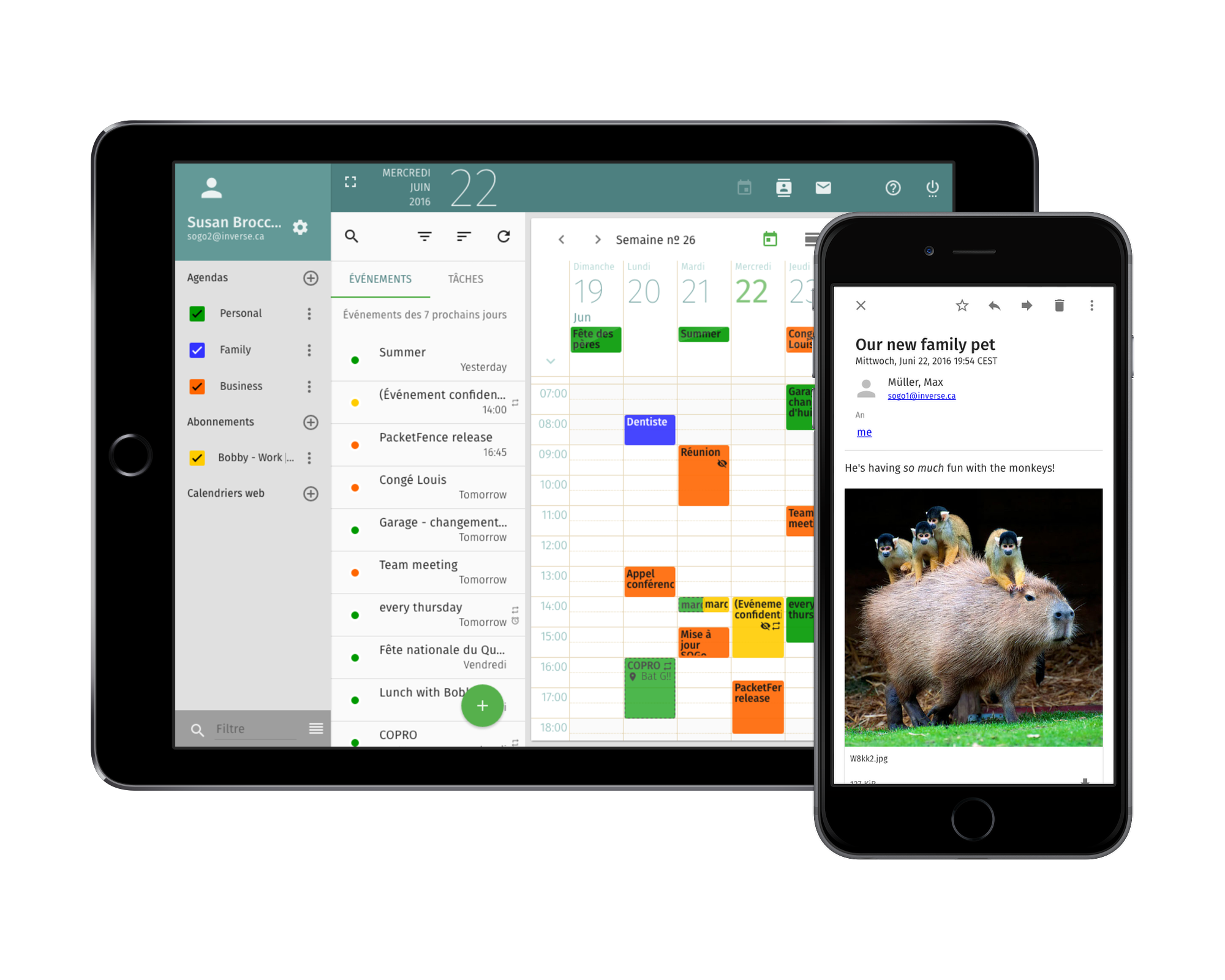
Une vue des calendriers par semaine, accessible par l'interface web de SOGo, Inverse groupe conseil

SOGo possède l'essentiel des fonctionnalités qu'on peut attendre[style à revoir] d'un environnement collaboratif. Les modules disponibles ont été choisis en fonction de leur utilité et de leur utilisation de ressources machine et réseau. Son nombre de composantes est donc limité à la gestion de calendriers, de carnet d'adresses et de courrier électronique. Sa philosophie d'intégration tend à éviter la duplication de fonctionnalités lorsque des services adéquats existent déjà. D'autre part, SOGo est modulaire et permet d'ajouter facilement les fonctionnalités dont le manque se ferait sentir[style à revoir]. Un parc-type peut donc utiliser SOGo à côté d'un serveur de fichiers pour le partage de documents ou d'un serveur jabber pour la messagerie instantanée.
En implémentant des protocoles et des formats de données standardisés, SOGo facilite aussi l'interopérabilité entre différents logiciels ou appareils mobiles. SOGo conserve les fiches des carnets d'adresses au format vCard, tandis que les événements et les tâches des calendriers sont au format iCalendar. Bien que l'utilisation de Thunderbird soit privilégiée, aucun client particulier n'est imposé.
Côté serveur, l'un de ses aspects le plus intéressant[Interprétation personnelle ?] est sans doute son intégration à toute infrastructure préexistante. Plutôt que d'imposer une refonte de l'organigramme des services réseau, SOGo est capable d'utiliser virtuellement toute base de données SQL existante ainsi que n'importe quel serveur IMAP. L'identification des utilisateurs se fait en LDAP ou en CAS.

## Partage d'information
Comme logiciel collaboratif, SOGo permet le partage d'informations entre utilisateurs et par conséquent de contrôler l'accès aux données. Ainsi, un utilisateur peut définir des droits d'accès sur ses ressources avec une certaine finesse. Chaque module fournit son propre ensemble de droits applicables. Par exemple, les « ACL » IMAP sont gérés en conformité avec le RFC 4314.

## Historique
Le projet SOGo a été initié en 2004 par la société Skyrix, établie en Allemagne. Cette même société est à l'origine du projet OpenGroupware.org (OGo). Une entreprise montréalaise, Inverse, a repris le développement depuis 2006 jusqu'en aout 2022. Depuis le 1er septembre 2022 la Société Française Alinto a repris et poursuit les développements de SOGo.
SOGo est un logiciel libre, distribué sous Licence publique générale GNU.